# Rithvik Choudary Bollipalli
Rithvik Choudary Bollipalli, né le 17 janvier 2001 à Hyderabad, est un joueur de tennis indien professionnel depuis 2022.

## Carrière
En 2023, il remporte son premier titre en double sur le circuit Challenger à Olbia avec Arjun Kadhe.
En 2024, il remporte son premier titre en double sur le circuit ATP à Almaty avec Arjun Kadhe.

## Palmarès

### Titres en double messieurs
| No | Date       | Nom et lieu du tournoi       | Catégorie | Dotation    | Surface      | Partenaire         | Finalistes                          | Score              |          |
| -- | ---------- | ---------------------------- | --------- | ----------- | ------------ | ------------------ | ----------------------------------- | ------------------ | -------- |
| 1  | 14-10-2024 | Almaty Open Almaty           | ATP 250   | 1 036 700 $ | Dur (int.)   | Arjun Kadhe        | Nicolás Barrientos Skander Mansouri | 3-6, 7-63, [14-12] | Parcours |
| 2  | 24-02-2025 | Movistar Chile Open Santiago | ATP 250   | 680 140 $   | Terre (ext.) | Nicolás Barrientos | Máximo González Andrés Molteni      | 6-3, 6-2           | Parcours |

### En double messieurs
| Année | Open d'Australie                                                                      | Open d'Australie                                                                     | Internationaux de France | Internationaux de France | Wimbledon | Wimbledon | US Open | US Open |
| 2025  | 1er tour (1/32) R. Seggerman \|\| style="text-align:left;" \| H. Heliövaara H. Patten | 1er tour (1/32) N. Barrientos \|\| style="text-align:left;" \| G. Diallo J. Fearnley |                          |                          |           |           |         |         |

N.B. : le nom du partenaire se trouve sous le résultat ; les noms des ultimes adversaires se trouvent à droite.

## Classements ATP en fin de saison
| Année          | 2022 | 2023 |
| Rang en double | 353  | 173  |

Source : (en) Classements de Rithvik Choudary Bollipalli sur le site officiel de la Fédération internationale de tennis